# UEFA Europa League 2020-2021 (spareggi)
Gli spareggi della UEFA Europa League 2020-2021 si sono disputati il 1º ottobre 2020. Hanno partecipato a questa fase della competizione 42 club: 21 di essi si sono qualificati alla successiva fase a gironi, composta da 48 squadre. A causa del ritardo dell'avvio della competizione dovuto alla pandemia di COVID-19 il turno di spareggio si è giocato in turno unico e la squadra che ha giocato in casa è stata decisa dal sorteggio. Tutti gli incontri si sono disputati a porte chiuse.

## Date
| Fase     | Sorteggio                                | Gara unica      |
| -------- | ---------------------------------------- | --------------- |
| Spareggi | 18 settembre 2020, ore 14:00 CEST (Nyon) | 1º ottobre 2020 |

## Risultati
| Squadra 1          | Risultato       | Squadra 2      |          |          |
| Piazzate           | Piazzate        | Piazzate       | Piazzate | Piazzate |
| ------------------ | --------------- | -------------- | -------- | -------- |
| Hapoel Be'er Sheva | 1 - 0           | Viktoria Plzeň |          |          |
| Basilea            | 1 - 3           | CSKA Sofia     |          |          |
| Rio Ave            | 2 - 2 (8-9 dtr) | Milan          |          |          |
| Rosenborg          | 0 - 2           | PSV            |          |          |
| Sporting Lisbona   | 1 - 4           | LASK           |          |          |
| Copenaghen         | 0 - 1           | Rijeka         |          |          |
| AEK Atene          | 2 - 1           | Wolfsburg      |          |          |
| Charleroi          | 1 - 2           | Lech Poznań    |          |          |
| Malmö FF           | 1 - 3           | Granada        |          |          |
| Tottenham          | 7 - 2           | Maccabi Haifa  |          |          |
| Slovan Liberec     | 1 - 0           | APOEL          |          |          |
| Standard Liegi     | 3 - 1           | Fehérvár       |          |          |
| Rangers            | 2 - 1           | Galatasaray    |          |          |
| Campioni           |                 |                |          |          |
| Young Boys         | 3 - 0           | Tirana         |          |          |
| Dinamo Zagabria    | 3 - 1           | Flora Tallinn  |          |          |
| CFR Cluj           | 3 - 1           | KuPS           |          |          |
| Ararat-Armenia     | 1 - 2           | Stella Rossa   |          |          |
| Dinamo Brėst       | 0 - 2           | Ludogorec      |          |          |
| Sarajevo           | 0 - 1           | Celtic         |          |          |
| Legia Varsavia     | 0 - 3           | Qarabağ        |          |          |
| Dundalk            | 3 - 1           | KÍ Klaksvík    |          |          |

### Piazzate
| Arbitro: | Davide Massa |

|  |           |                      |
|  | Marcatori | 22’ Zahavi 61’ Gakpo |

| Arbitro: | Felix Zwayer |

|          |           |                         |
| Fall 56’ | Marcatori | 33’ Ramírez 41’ Puchacz |

| Arbitro: | István Kovács |

|            |           |                                    |
| Berget 45’ | Marcatori | 30’ Machís 58’ Puertas 85’ Herrera |

| Arbitro: | Andreas Ekberg |

|                   |           |  |
| Mara 90+5’ (rig.) | Marcatori |  |

| Arbitro: | Srđan Jovanović |

|                 |           |  |
| Josué 4’ (rig.) | Marcatori |  |

| Arbitro: | Chris Kavanagh |

|  |           |                     |
|  | Marcatori | 20’ (aut.) Ankersen |

| Arbitro: | Willie Collum |

|                                           |           |             |
| Gavory 51’ Amallah 77’ (rig.), 85’ (rig.) | Marcatori | 10’ Nikolić |

| Arbitro: | Ivan Kružliak |

|                   |           |                                  |
| Cabral 54’ (rig.) | Marcatori | 72’, 88’ Rodrigues 90+7’ Ahmedov |

| Arbitro: | Artur Soares Dias |

|                             |           |               |
| Simões 64’ Ansarifard 90+4’ | Marcatori | 45+1’ Mehmedi |

| Arbitro: | Andris Treimanis |

|                           |           |            |
| Arfield 52’ Tavernier 59’ | Marcatori | 87’ Marcão |

| Arbitro: | Aljaksej Kul'bakoŭ |

|           |           |                                              |
| Tomás 42’ | Marcatori | 14’ Trauner 58’ Raguž 65’ Michorl 69’ Gruber |

| Arbitro: | Jesús Gil Manzano |

|                                                                                               |                      |                                                                                               |
| Geraldes 72’ Gelson 91’                                                                       | Marcatori            | 51’ Saelemaekers 120+2’ (rig.) Çalhanoğlu                                                     |
| Geraldes Santos Jambor Piazón Augusto Gelson Gabrielzinho Monte Pinto Kieszek Geraldes Santos | Tiri di rigore 8 – 9 | Bennacer Kjær Hernández Díaz Çalhanoğlu Calabria Tonali Colombo Leão Donnarumma Bennacer Kjær |

| Arbitro: | Ruddy Buquet |

|                                                                        |           |                                 |
| Kane 2’, 56’ (rig.), 74’ Moura 21’ Lo Celso 37’, 40’ Alli 90+1’ (rig.) | Marcatori | 17’ Chery 52’ (rig.) Rukavytsya |

### Campioni
| Arbitro: | Ivan Bebek |

|                             |           |            |
| Rondón 5’, 56’ Debeljuh 42’ | Marcatori | 90+1’ Udoh |

| Arbitro: | Anastasios Sidīropoulos |

|          |           |                          |
| Lima 72’ | Marcatori | 45’ Katai 60’ Falcinelli |

| Arbitro: | Ali Palabıyık |

|                               |           |                |
| Gavranović 11’ Ademi 26’, 87’ | Marcatori | 65’ Sinyavskiy |

| Arbitro: | Slavko Vinčić |

|  |           |                    |
|  | Marcatori | 73’ Manu 79’ Marín |

| Arbitro: | Benoît Bastien |

|  |           |             |
|  | Marcatori | 70’ Édouard |

| Arbitro: | Tobias Stieler |

|  |           |                                   |
|  | Marcatori | 50’ Andrade 62’ Zoubir 70’ Ozobić |

| Arbitro: | Sergej Karasëv |

|                              |           |  |
| Fassnacht 42’ Nsame 52’, 64’ | Marcatori |  |

| Arbitro: | Maurizio Mariani |

|                                 |           |                |
| Murray 33’ Cleary 48’ Kelly 79’ | Marcatori | 66’ Midtskogen |